# Zelominor
Zelominor is een geslacht van spinnen uit de familie bodemjachtspinnen (Gnaphosidae).

## Soorten
De volgende soorten zijn bij het geslacht ingedeeld:
- Zelominor algarvensis Snazell & Murphy, 1997
- Zelominor algericus Snazell & Murphy, 1997
- Zelominor malagensis Snazell & Murphy, 1997